# Cotu Văii
Cotu Văii – wieś w Rumunii, w okręgu Konstanca, w gminie Albești. W 2011 roku liczyła 1067 mieszkańców.